# Loing
Loing – rzeka we Francji, przepływająca przez tereny departamentów Yonne i Loiret, o długości 142 km. Stanowi dopływ rzeki Sekwana.